# Byron L. Johnson

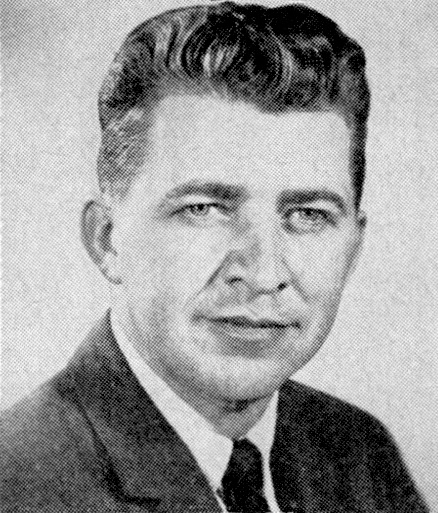
Byron L. Johnson

Byron Lindberg Johnson (* 12. Oktober 1917 in Chicago, Illinois; † 6. Januar 2000 in Englewood, Colorado) war ein US-amerikanischer Politiker. Zwischen 1959 und 1961 vertrat er den zweiten Wahlbezirk des Bundesstaates Colorado im US-Repräsentantenhaus.

## Werdegang
Byron Johnson besuchte bis 1933 die Oconomowoc High School in Wisconsin. Anschließend studierte er bis 1940 Wirtschaftslehre an der University of Wisconsin–Madison. Zwischen 1938 und 1942 war er auch Mitglied im Gesundheitsausschuss des Staates Wisconsin; danach war er bis 1944 beim dortigen Finanzministerium in der Haushaltsabteilung angestellt. Zwischen 1944 und 1947 war er bei der Sozialversicherungsbehörde in Washington, D.C. beschäftigt. Danach war er von 1947 bis 1956 Professor an der University of Denver.
Politisch war Johnson Mitglied der Demokratischen Partei. 1956 kandidierte er erfolglos für den Kongress. Von 1957 bis 1958 gehörte er zum Beraterstab von Colorados Gouverneur Stephen McNichols. 1958 wurde er in das US-Repräsentantenhaus gewählt, wo er am 3. Januar 1959 den Republikaner William S. Hill ablöste. Da er bei den Wahlen des Jahres 1960 nicht bestätigt wurde, konnte er bis zum 3. Januar 1961 nur eine Legislaturperiode im Kongress absolvieren.
In den Jahren 1960 und 1968 war Johnson Delegierter zu den jeweiligen Democratic National Conventions. Zwischen 1961 und 1965 war er Berater der International Cooperation Administration. Im Jahr 1965 arbeitete er als Professor für die University of Colorado. 1972 versuchte er erfolglos, in den Kongress zurückzukehren. Zwischen 1982 und 1984 war Johnson Mitglied, Vizepräsident und Präsident des regionalen Transportdistrikts von Denver.